# 슈페츨레

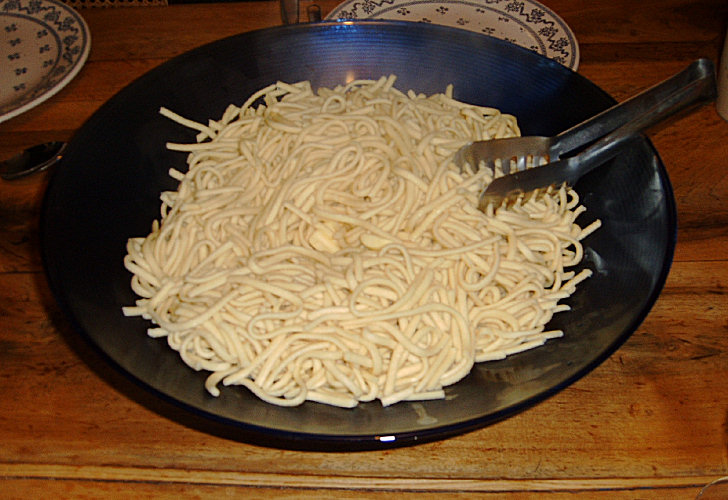

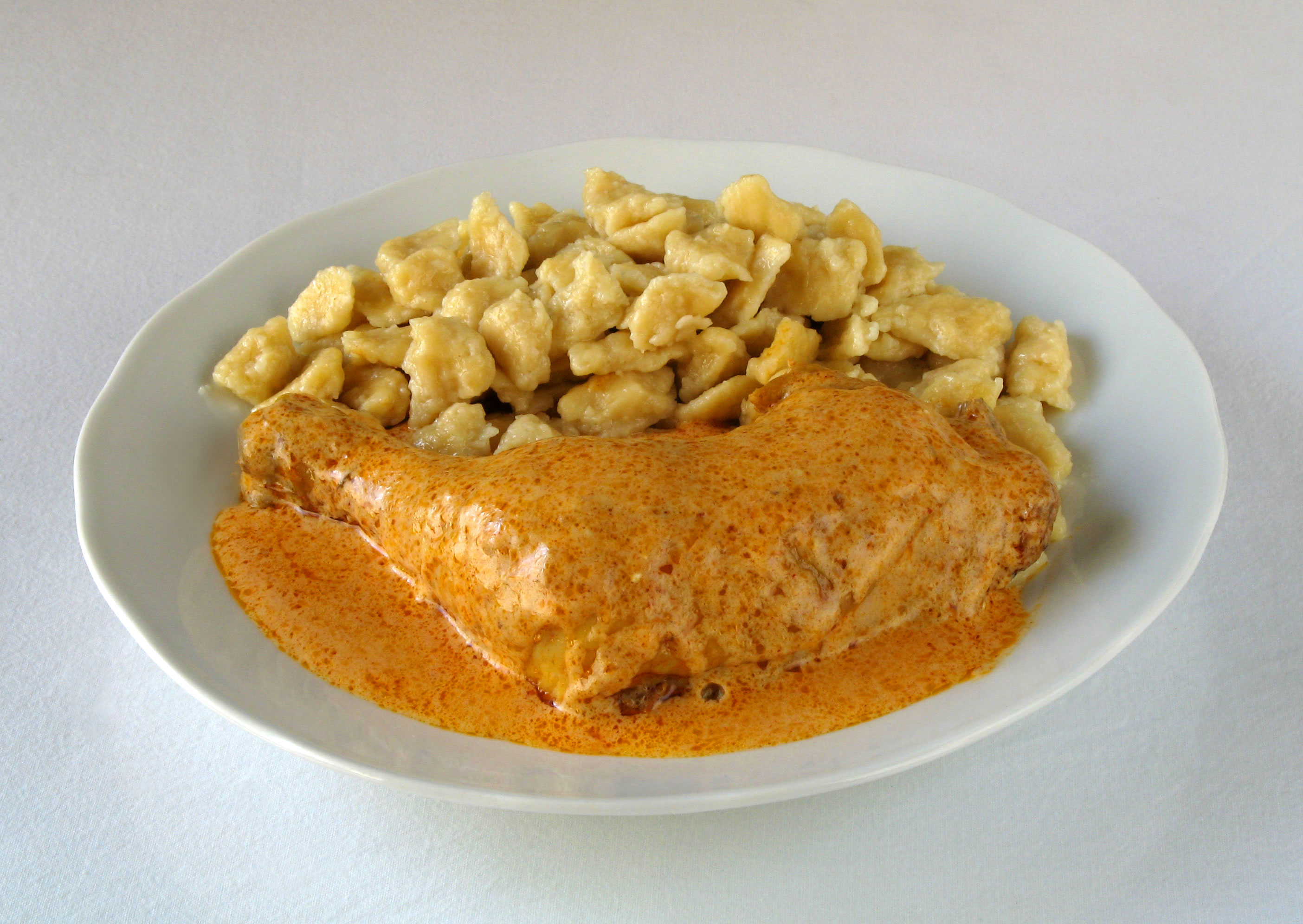

슈페츨레(Spätzle)는 밀가루에 달걀과 소금을 넣어 만드는 달걀 국수 또는 덤플링이다. 고기요리와 같은 메인 요리의 사이드 메뉴로 곁들여 서빙되는 경우가 많다.

## 어원
슈페츨레의 단어의 뜻은 작은 참새들이란 뜻이지만 어떻게 면 요리의 이름이 되었는지는 의견이 분분하다.

## 준비

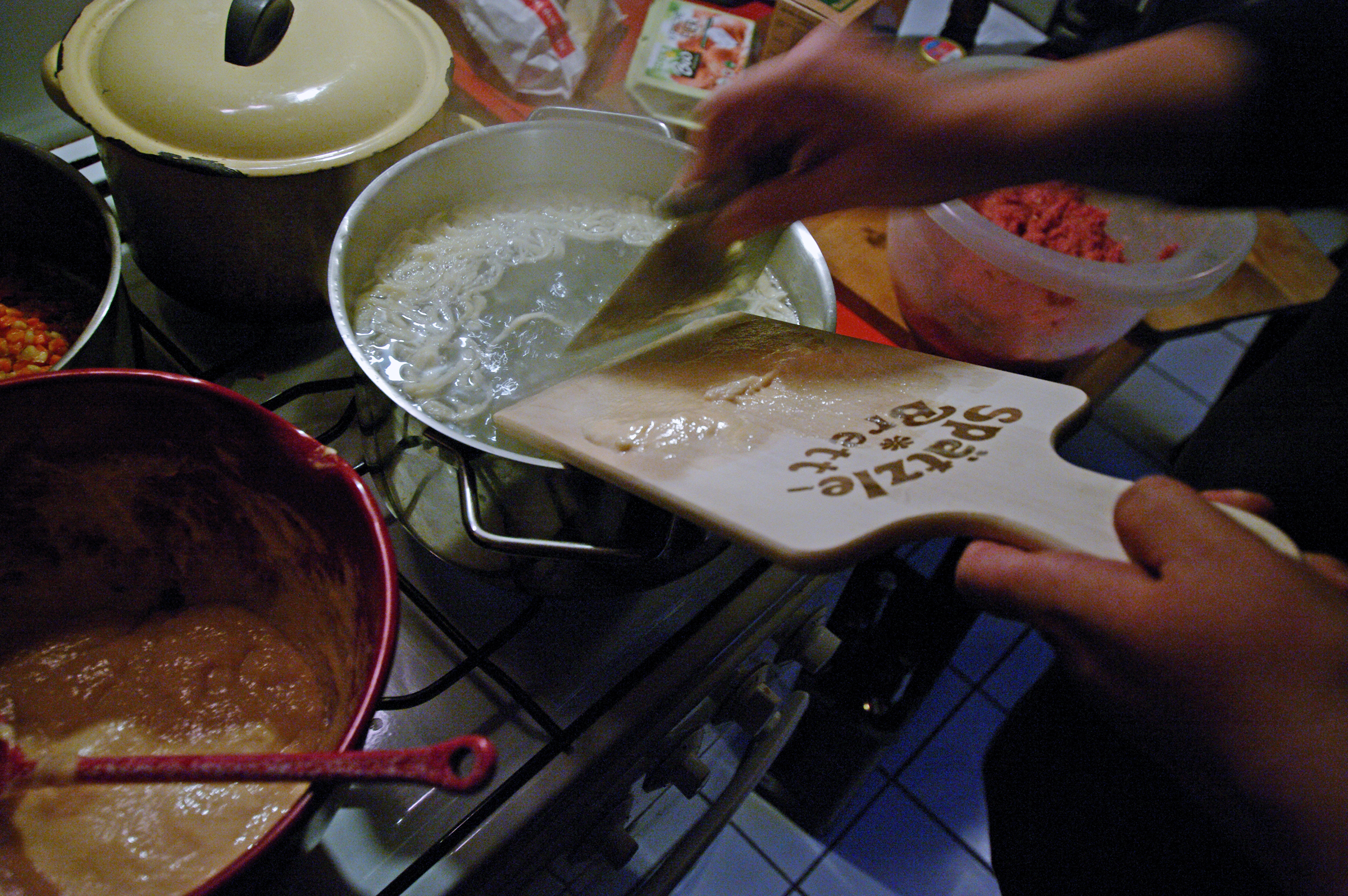

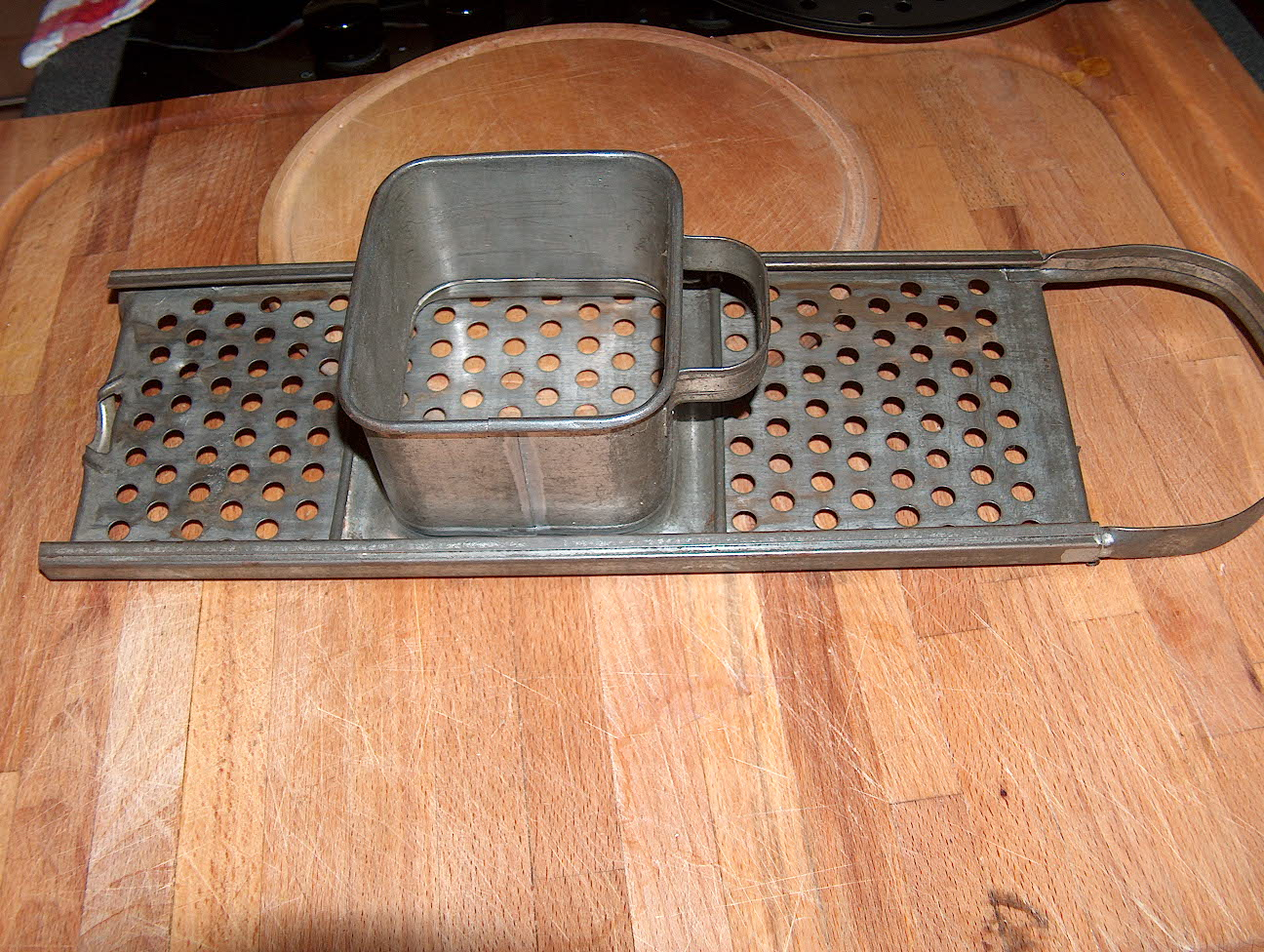

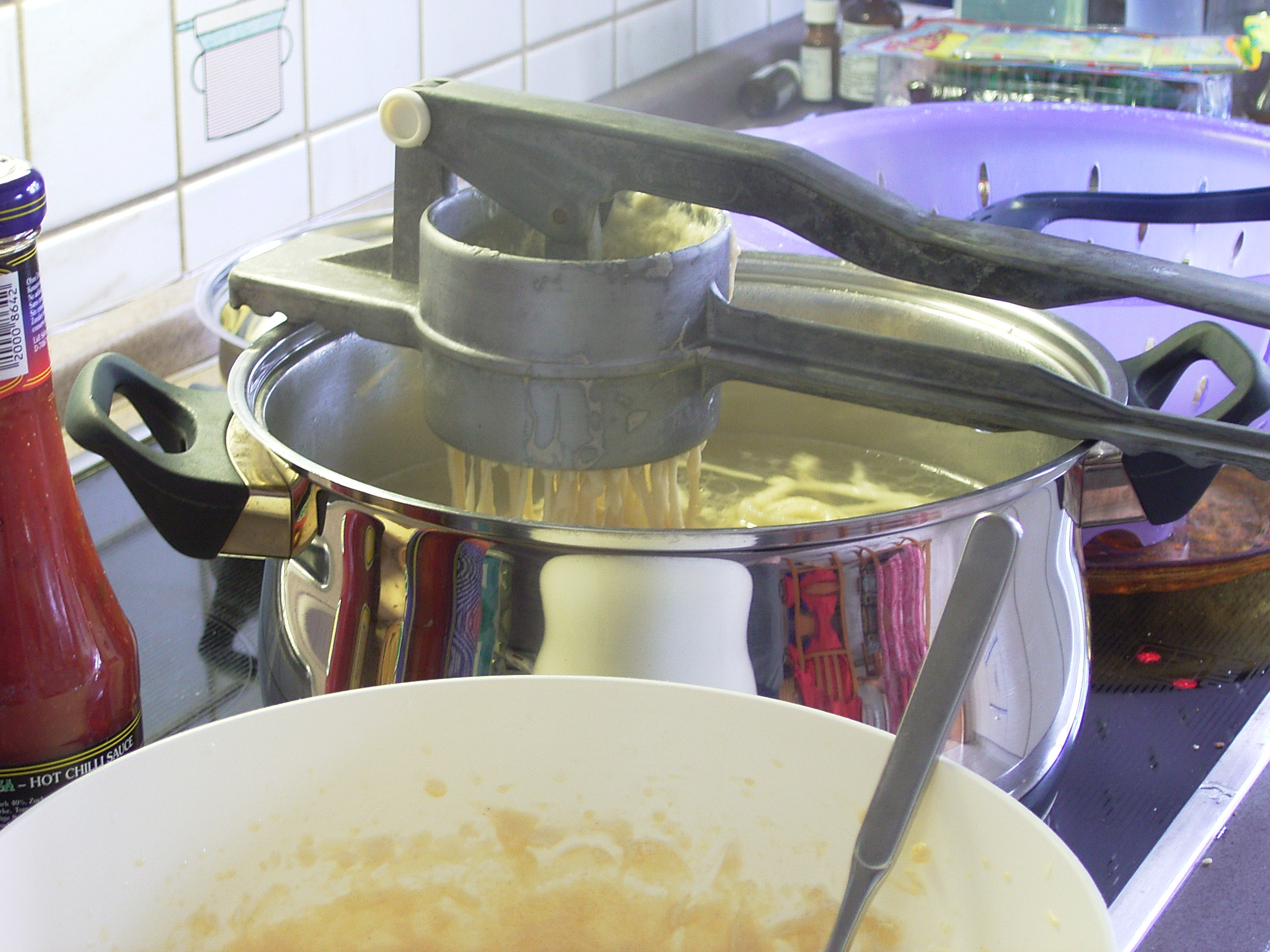

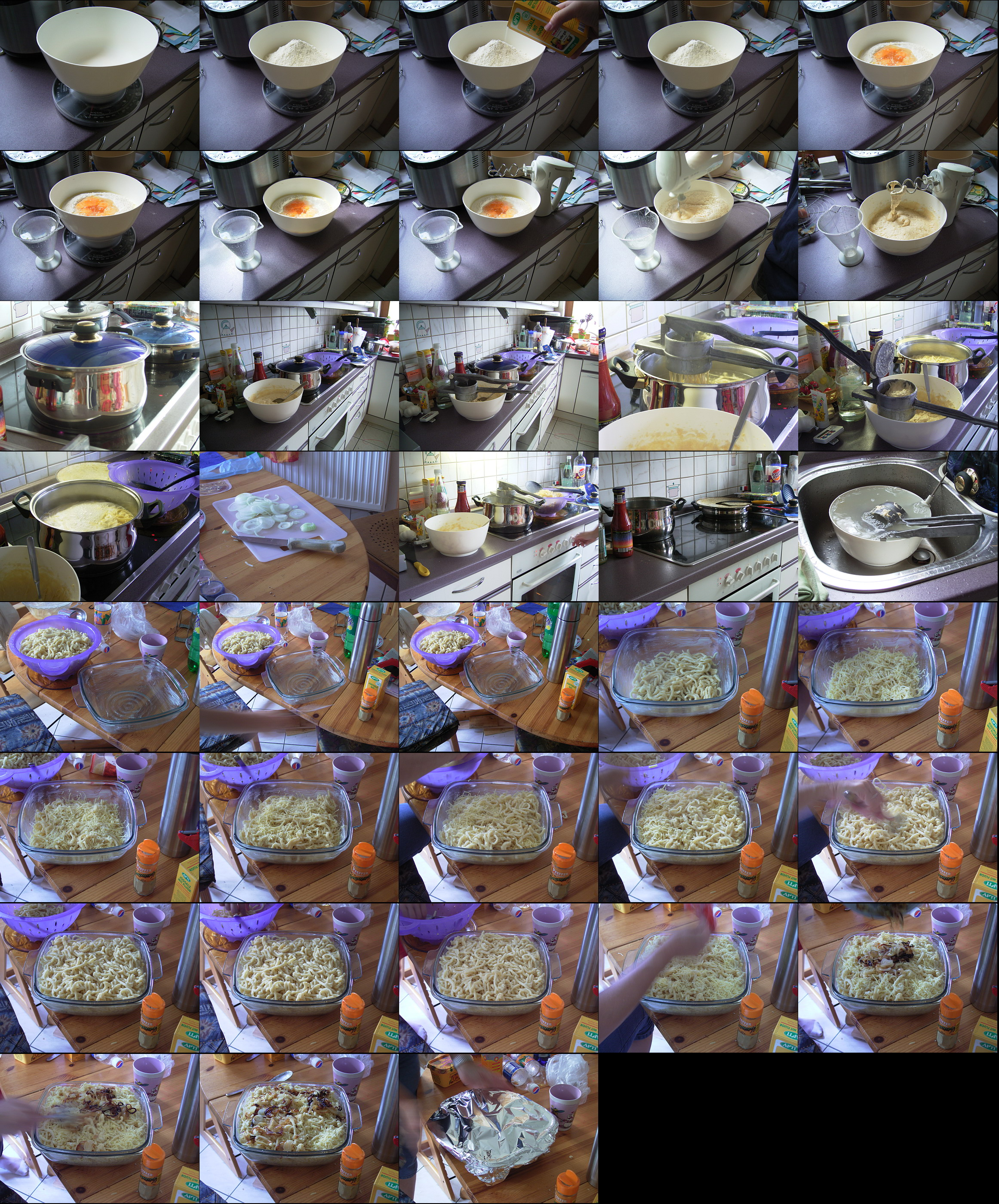

슈페츨레의 가장 큰 특징은 반죽을 묽게 해서 작은 구멍 사이로 끓는 물에 바로 떨어 뜨린다든지, 넓직한 판에 반죽을 올려 놓고 면 모양을 칼 등으로 잡아가면서 끓는 물에 바로 넣어 익힌다는 점이다. 이런 특징적인 방법으로 면을 만들어서 다른 면류에 비해 면의 질감이 부드럽고 모양이나 크기가 비정형의 불규칙한 경우가 많다. 만드는 방법이 묽은 반죽을 작은 구멍 사이로 통과시켜 바로 끓는 물에 넣어 만드는 한국의 올챙이 국수와 유사하다 할 수 있다.

## 갤러리

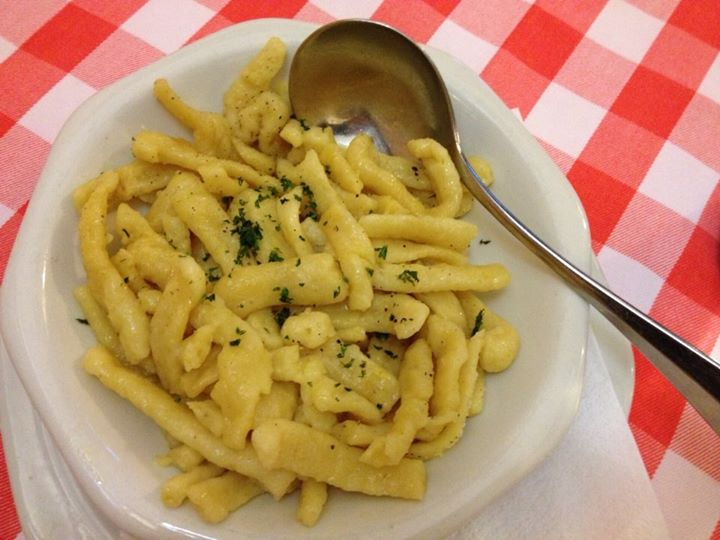
슈페츨레
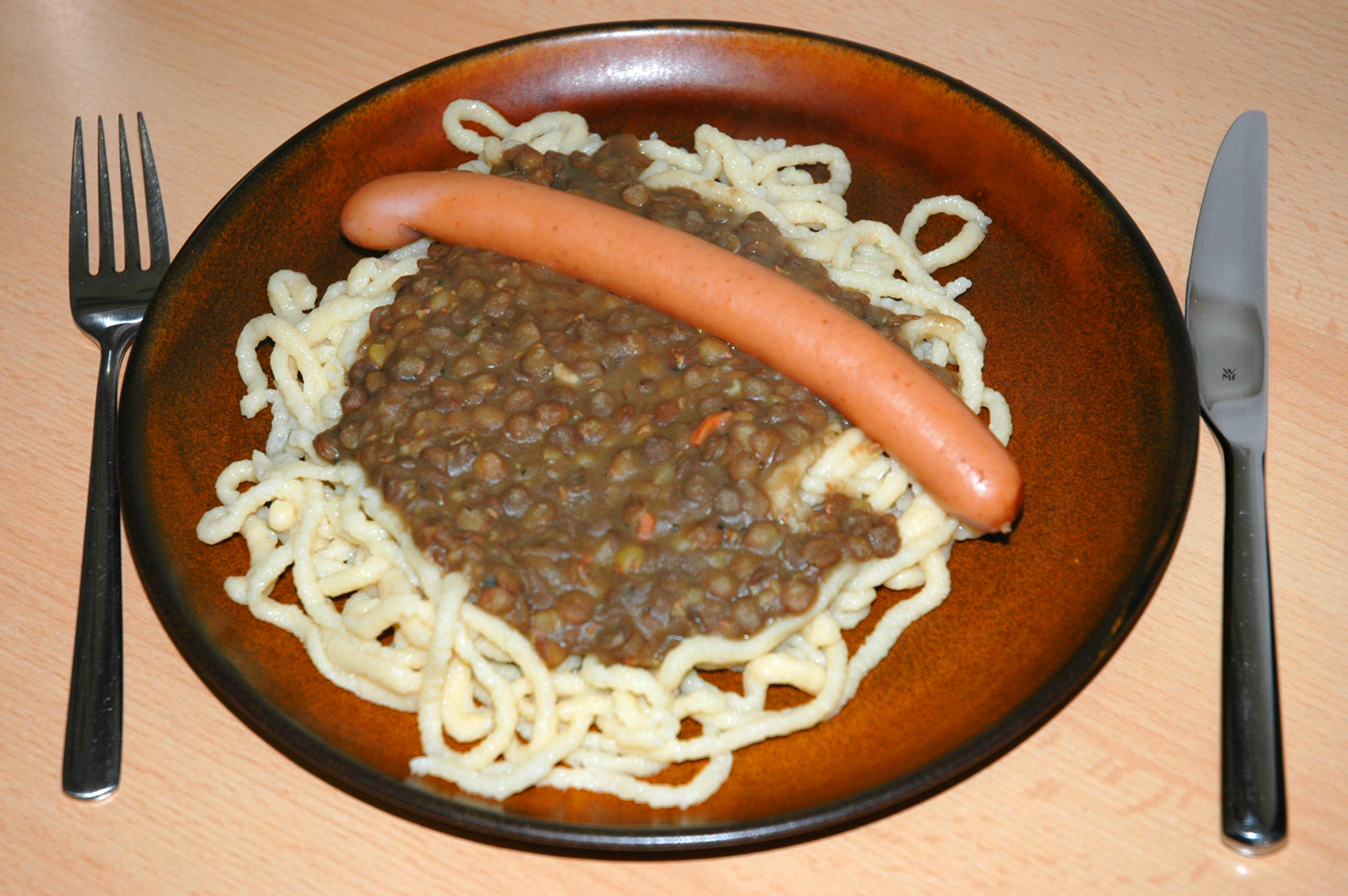
홈메이드 슈페츨레와 렌즈콩과 소시지
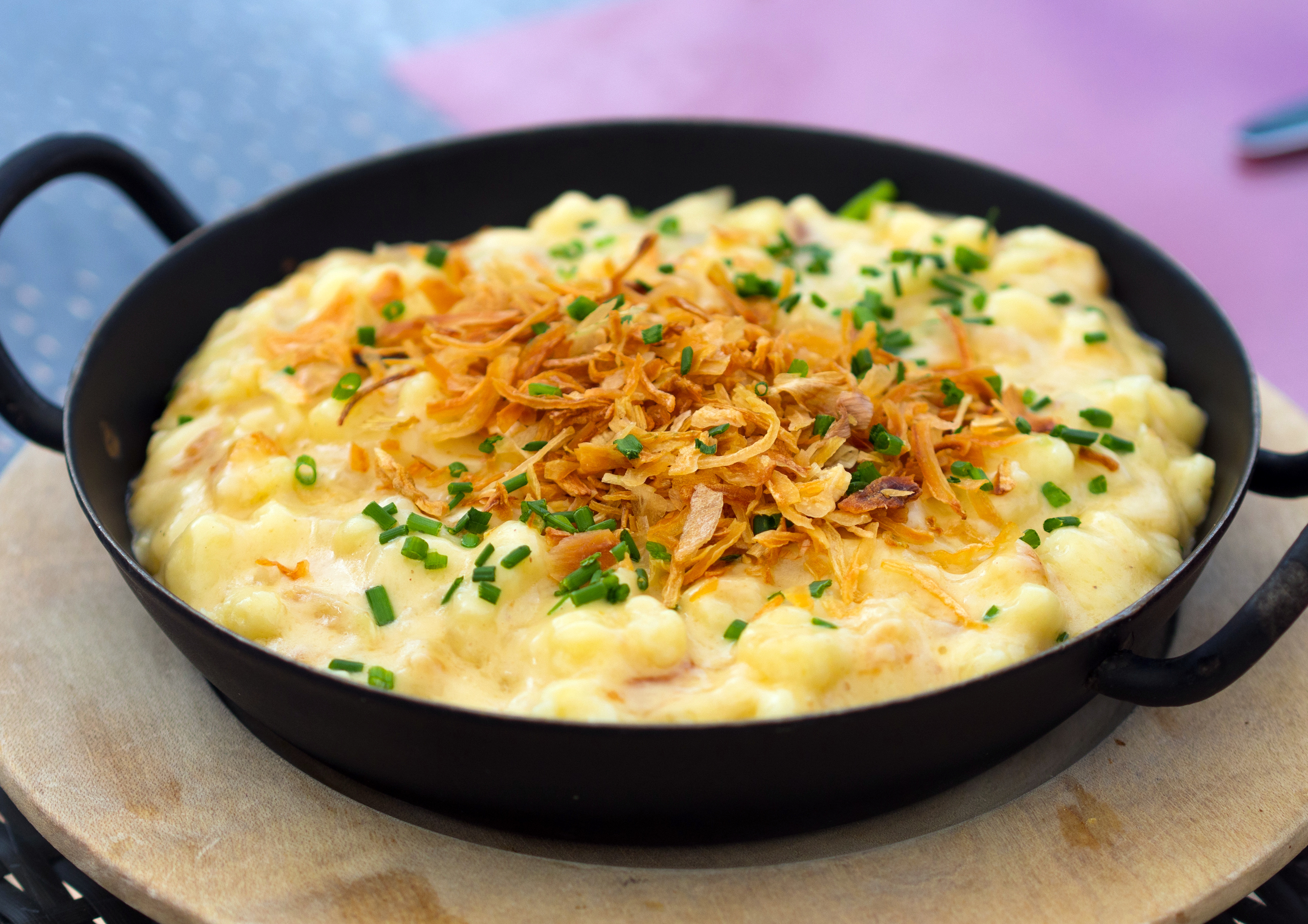
치즈 슈페츨레, 치즈와 양파
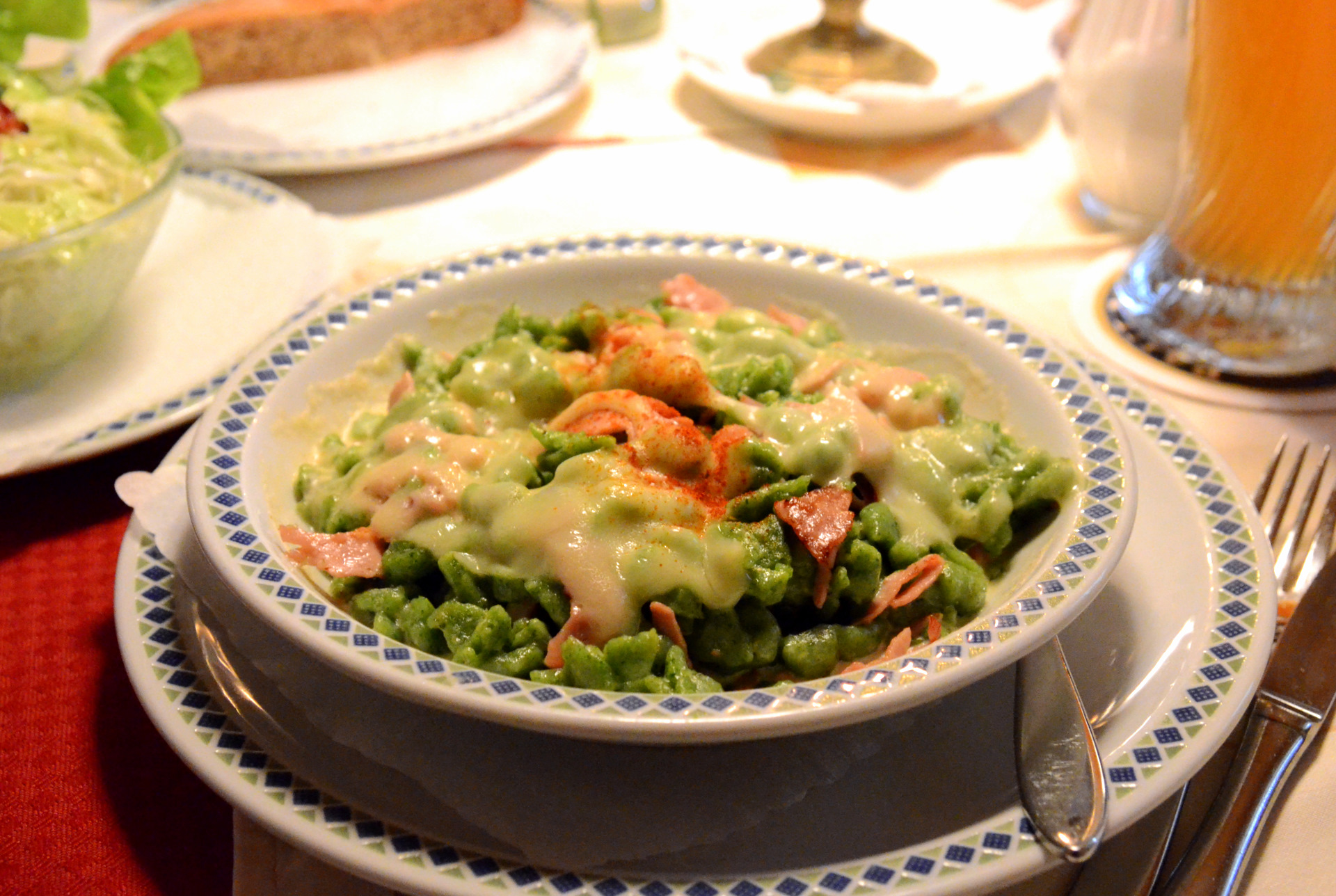
국수에 시금치를 넣은 슈페츨레

## 같이 보기
- 클로스
- 할루슈키
- 뇨키
- 파사텔리